# NGC 6635
NGC 6635 ist eine linsenförmige Galaxie vom Hubble-Typ S0 im Sternbild Herkules am Nordsternhimmel. Sie ist schätzungsweise 245 Millionen Lichtjahre von der Milchstraße entfernt.
Das Objekt wurde am 9. Juli 1863 von Albert Marth entdeckt.